# いよっ!弁慶
『いよっ!弁慶』（いよっ!べんけい）は、NHK金沢放送局制作による「石川発地域ドラマ」として、NHK BSプレミアムにて2018年10月31日（水曜日）の22時から22時59分に放送されたテレビドラマである。主演は大西統眞。石川県内では2019年5月10日（金曜日）に19時30分から再放送が行われた。
石川県小松市を舞台に、江戸時代から250年以上続くお旅まつりなどの「子供歌舞伎」を巡って起こるハプニングを描くコメディドラマ。
制作するにあたり「女児」を起用したい小松市側の要望に反し、NHKは「男児」を起用した。　　　これには小松市がすくに反応。それ以降の放送は確認されていない。
あらすじ
石川県小松市八代町の老舗和菓子屋の息子で、歌舞伎の大ファンであり、歌舞伎グッズのコレクターである、小学6年生の賀川智樹。地元の子供歌舞伎で『勧進帳』の主役・弁慶に抜擢されるが、師匠の中村梅善が突然入院する。そこに現れた元ダンサーの市川勇一が智樹に稽古をつけてくれることになる。

## 登場人物
賀川智樹
演 - 大西統眞
市川勇一
演 - 戸次重幸
賀川寛治
演 - 鹿賀丈史
中村梅善
演 - 篠井英介
常盤海彦
演 - 尾上寛之
沢木敦
演 - 岡部たかし
賀川仁美
演 - 西田尚美
片山八郎
演 - 倉田大輔
井岡次郎
演 - ワタナベケイスケ
亀谷六郎
演 - 前原瑞樹
駿河一郎
演 - 新名基浩
岸辺舞子
演 - 三本采香
橋本琴美
演 - 金山日菜和
玉城さえ
演 - 土橋七々
阿部由香里
演 - 松本京子
清水瑠香
演 - 宮田悠衣
児玉茜
演 - 喜多陽菜
客の女性
演 - 伊藤みづめ

## スタッフ
- 作：藤平久子
- 音楽：Evan Call
- 音響効果：太田岳二
- 歌舞伎指導：中村熊昇
- 小松ことば指導：羽野敦子
- 三味線指導：北野瓔子
- 義太夫指導：角野康夫・茶谷公樹
- 撮影技術：伊藤嘉純
- 技術：岩崎亮
- 照明：斉藤知久
- 音声：浅井英人
- 映像技術：両角剛毅
- 記録・編集：上嶋皓之
- 演出：岡大樹（NHK金沢放送局）
- 制作統括：松本雅人・北畠原平（NHK金沢放送局）[5]・菓子浩（NHKドラマ番組部）
- 撮影協力：小松市、小松曳山八町連絡協議会、金沢フィルムコミッション
- 制作：NHK金沢放送局